# Mission Hoyos

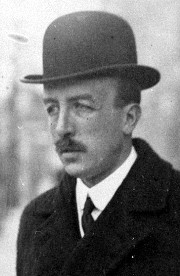
Alexander Graf von Hoyos (um 1914)

Als Mission Hoyos, oder Hoyos-Mission, bezeichnet man die Reise des k.u.k. Sondergesandten Legationsrat Alexander Graf von Hoyos nach Berlin am 5. und 6. Juli 1914 zu Beginn der Julikrise. Bei dieser Mission erhielt Hoyos die sogenannte „Blankovollmacht“, die Unterstützung des Deutschen Reichs für eine militärische Intervention Österreich-Ungarns gegen Serbien, was in der Folge zum Ausbruch des Ersten Weltkrieges beitrug.

## Reaktionen nach dem Attentat von Sarajevo

### Gespräche informeller Art

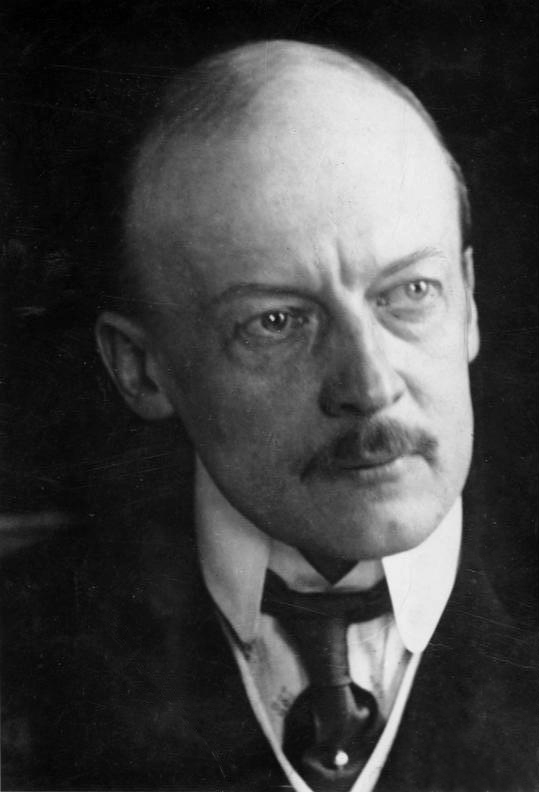
Außenminister Leopold Graf Berchtold

Bereits am 29. Juni 1914, also einen Tag nach dem tödlichen Attentat auf den Thronfolger Erzherzog Franz Ferdinand und dessen Ehefrau Sophie kam es in der Kanzlei des Kabinettschefs des k.u.k. Außenministeriums zu einer Besprechung. Kämmerer und Geheimer Rat Franz von Walterskirchen, Legationsrat Alexander von Musulin und Unterstaatssekretär Johann von Forgách besprachen ein mögliches Vorgehen nach dem Tod des Thronfolgers. Kabinettschef Hoyos selbst war verhindert. Musulin sah durch das Attentat die Möglichkeit gekommen, gegen Serbien vorgehen und „die slawischen Teile der Monarchie […] für den Krieg gegen Serbien mitreißen“ zu können.
Die Besprechung endete damit, dass Forgách der Idee eines Krieges mit den Worten zustimmte: „Wenn Du den Minister [Außenminister Leopold Berchtold] für den Plan gewinnen kannst, habe ich nichts dagegen.“
Kabinettschef Hoyos hatte am 1. Juli mit dem deutschen Publizisten Victor Naumann eine geheime Unterredung geführt, über die er in seinen Aufzeichnungen notierte:

„Er selbst [Naumann] habe wahrnehmen können, daß man nicht nur in Armee- und Marinekreisen, sondern auch im Auswärtigen Amte der Idee eines Präventivkrieges gegen Rußland nicht mehr so ganz ablehnend gegenüberstehe wie vor einem Jahre. Seiner Ansicht nach sei es nach der Bluttat von Sarajevo für die Monarchie eine Existenzfrage, daß sie dieses Verbrechen nicht ungesühnt lasse, sondern Serbien vernichte. […] Oesterreich-Ungarn sei als Monarchie und Großmacht verloren, wenn es diesen Moment nicht benütze. Ich erwiderte Dr. Naumann, daß ich auch meinerseits eine Lösung der serbischen Frage für unbedingt notwendig halte und daß es jedenfalls für uns von großem Werte wäre, die Gewißheit darüber zu erhalten, daß wir gegebenenfalls auf die Rückendeckung Deutschlands rechnen könnten.“

Vor der am nächsten Tag stattfindenden Ministerratssitzung informierte Musulin Kabinettschef Hoyos über das am Vortag erfolgte Gespräch. In einer darauf folgenden Unterredung hatte Außenminister Berchtold den Kriegsplänen Musulins und Forgáchs ebenfalls zugestimmt. Hoyos, der zunächst opponierte, begab sich umgehend in das Büro des ungarischen Ministerpräsidenten István Tisza, um zu berichten, dass „der Minister wieder einmal den Krieg machen“ wolle. Tisza sprach sich unmittelbar gegen einen möglichen Krieg gegen Serbien aus. Bei einem Sieg, der bei einem raschen Schlag gegen Serbien zu erwarten gewesen wäre, hätte man mindestens Teile Serbiens der ungarischen Reichshälfte der Donaumonarchie zugeschlagen. Daraus hätte eine Stärkung der slawischen Bevölkerung zu Ungunsten der Magyaren resultiert.

### Ministerratssitzungen

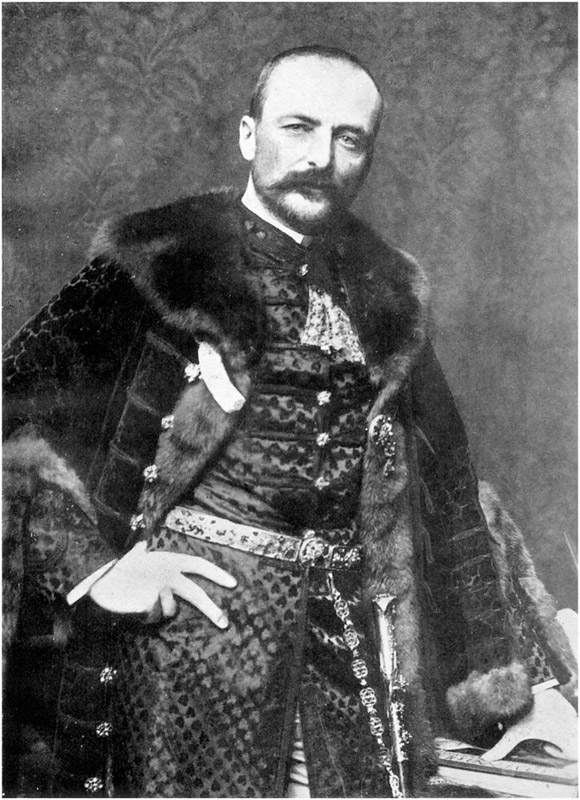
Ministerpräsident István Tisza

Tisza blieb während der Ministerratssitzungen der folgenden Tage der einzige Gegner eines Krieges gegen Serbien. Außenminister Berchtolds Position war eindeutig für einen Schlag gegen Serbien, der österreichische Ministerpräsident Karl Graf von Stürgkh plante die slawischen Nationalbewegungen in der Monarchie durch eine Aktion gegen Serbien niederzuschlagen und dachte bereits „an den Krieg als ein Unternehmen auch innenpolitischer Art“. Der Chef des Generalstabes Conrad von Hötzendorf sah nun den „Moment zur Lösung der serbischen Frage“ gekommen.

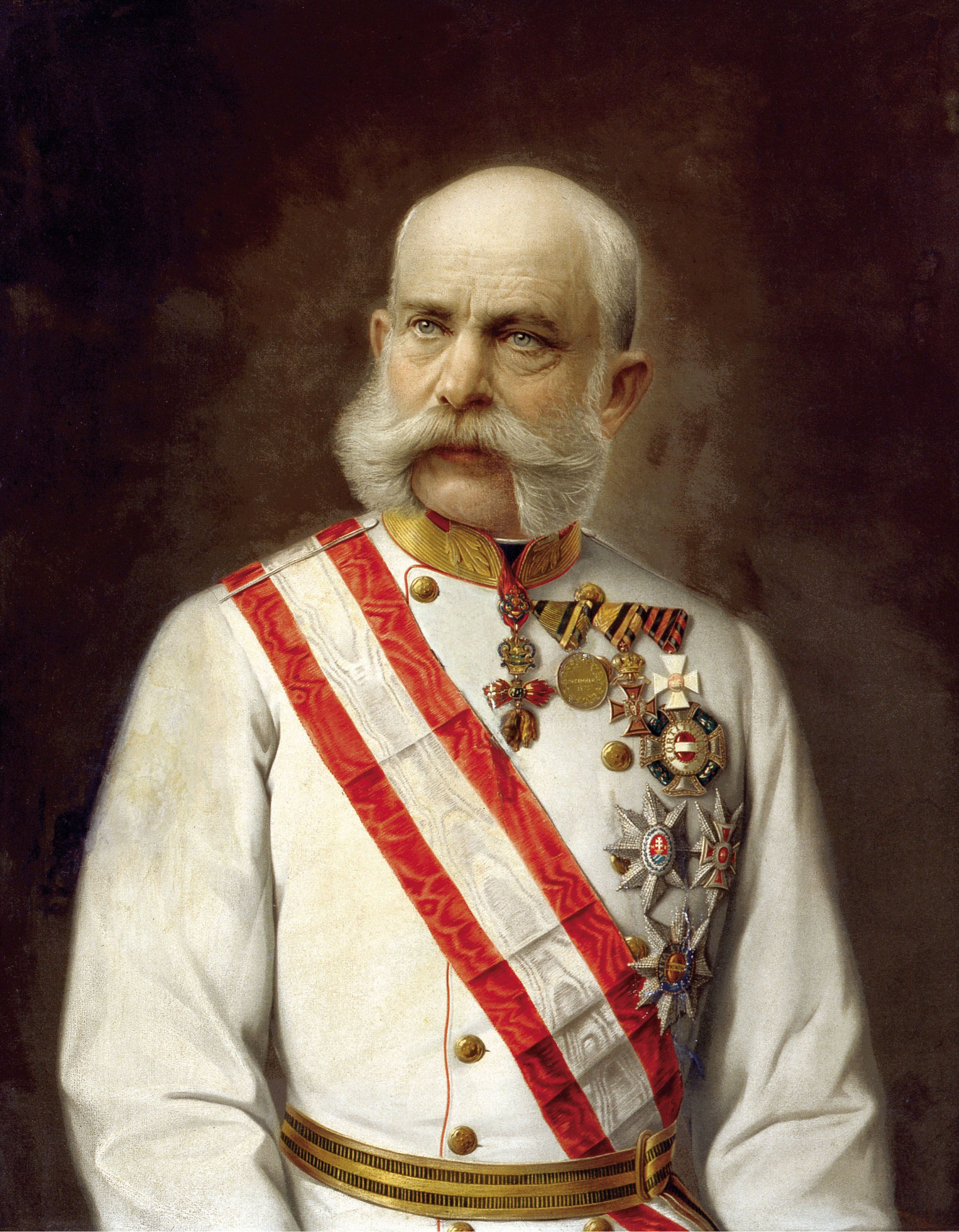
Kaiser Franz Joseph (Österreich-Ungarn), um 1910

Um sich des mit einem Krieg verbundenen Risikos zu erwehren, telegraphierte Tisza am 1. Juli an Kaiser Franz-Joseph:

„Ich hatte erst nach meiner Audienz Gelegenheit, Grafen Berchtold zu sprechen und von seiner Absicht, die Greueltat von Sarajewo zum Anlasse der Abrechnung zu machen Kenntnis erhalten.“

Obwohl der Großteil der Ministerkonferenz ein Eingreifen in Serbien befürwortete, war man sich der Tatsache bewusst, dass ein Vorgehen ohne Abstimmung und Rückendeckung mit dem Deutschen Reich nicht machbar wäre. Ein gleichzeitiges Eingreifen Russlands hätte eine Pattsituation zur Folge gehabt, und auch ein Eingreifen Frankreichs und Großbritanniens war zu befürchten. Ohnehin konnten die Anhänger einer Intervention den Widerstand Tiszas nicht einfach umgehen. Als Ministerpräsident Ungarns vertrat er eine Hälfte der Donaumonarchie und verfügte über eine Art Veto-Recht in gemeinsamen Angelegenheiten.
Aus diesem Grunde beschloss die Ministerratskonferenz, ein in den Tagen vor den Morden von Sarajevo fertiggestelltes Memorandum, das die Österreich-Ungarn betreffende Sicherheitslage auf der Balkanhalbinsel in düsteren Farben zeichnete, mit einem Postskriptum zu versehen und es gemeinsam mit einem handschriftlichen Brief Kaiser Franz Josephs nach Berlin zu entsenden, um die Unterstützung des deutschen Kaisers Wilhelm II. einzuholen.
Bei dem Memorandum handelte es sich um ein Schriftstück des Sektionschefs im k.u.k. Außenministerium, Franz von Matscheko, das dieser vermutlich am 24. Juni im Ministerium eingereicht hatte und das die Lage auf dem Balkan nach dem Ende der Balkankriege zum Inhalt hatte. Der 1912 auf Betreiben Russlands gegründete und gegen das Osmanische Reich gerichtete Balkanbund, aus dem Bulgarien nach dem Ersten Balkankrieg ausgeschieden war, und das von der Triple Entente umworbene Rumänien wurden als nunmehr zur Gefahr für die Doppelmonarchie werdende Bedrohung dargestellt. Es sei notwendig, das mittlerweile gute Verhältnis zu Bulgarien beizubehalten sowie Rumänien und Serbien durch Konzessionen zufriedenzustellen. Das Postskriptum konstatierte, dass es nicht gelungen sei, mit Serbien zu einem Ausgleich zu kommen und es an der Zeit wäre, „mit entschlossener Hand die Fäden zu zerreissen, die ihre [der Doppelmonarchie] Gegner zu einem Netze über ihrem Haupt verdichten wollen.“
Der persönliche Brief Franz-Josefs, der von Hoyos selbst aufgesetzt wurde, ergänzte das Memorandum dahingehend, „daß Österreich und Serbien nicht mehr nebeneinander fortbestehen können“ und ein Waffengang nun unausweichlich sei.

Die Tragweite der Entscheidungen dieser Tage wird in einem Interview aus dem Jahr 1917 klar, als der politische Journalist Heinrich Kanner den damaligen Finanzminister Leon Biliński auf die Julikrise anspricht. 

„Bilinski sagte…, wir haben ihn (den Krieg) schon früher beschlossen, das war schon ganz am Anfang. Ich [Kanner] fragte nun wann. … Er schwankte zwischen dem 1. und 3. Juli, schien sich dann aber dem 3. Juli zuzuneigen. Auch die Konsequenzen eines solchen Krieges waren allen Beteiligten klar, ... nein, das habe man schon gewußt, daß das ein großer Krieg werden kann, der Kaiser speziell hat damit gerechnet. […Franz Joseph sagte] Rußland kann das unmöglich hinnehmen.“

Zusätzlich unterwies Außenminister Berchtold Alexander Hoyos mündlich, „dem Grafen Szögény [dem k.u.k. Botschafter in Berlin] zu eröffnen, daß wir den Moment für gekommen erachten, […] mit Serbien abzurechnen“.

## Mission in Berlin

### Vorgespräche

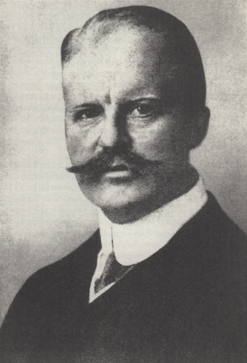
Arthur Zimmermann

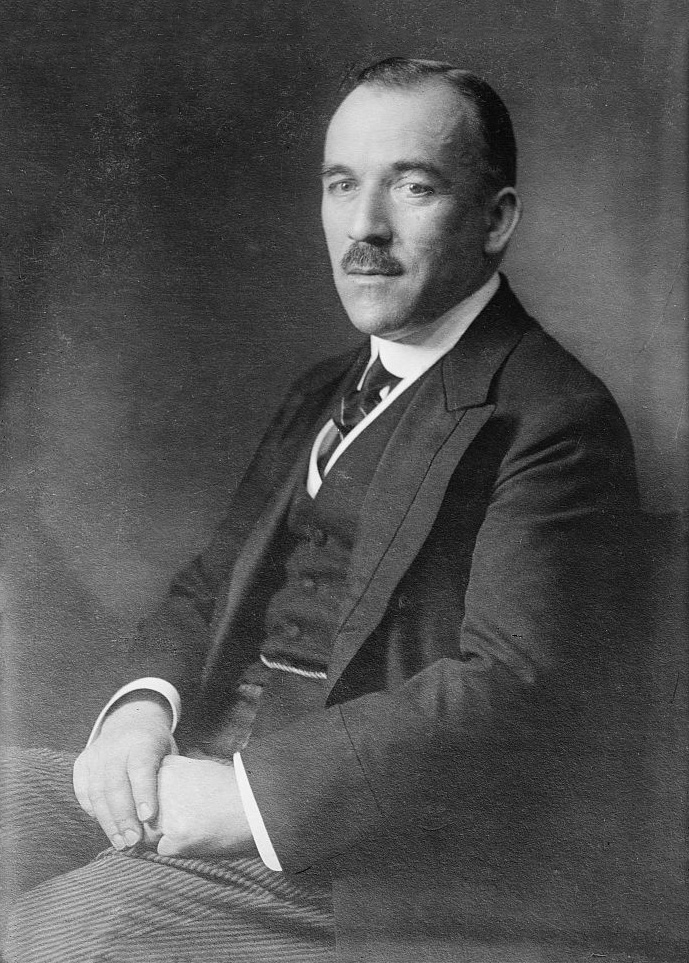
Gottlieb von Jagow

Hoyos war für die Gespräche in Berlin der „ideale Partner,“ weil er schon in der bosnischen Annexionskrise die deutsche Rückendeckung heimgebracht hatte. Er wollte diesen Erfolg wiederholen und schlug Berchtold eine neuerliche Mission vor.
Am Morgen des 5. Juli erreichte Hoyos mit dem Nachtzug Berlin. Da Kaiser Wilhelm schon am Morgen des nächsten Tages auf seine Nordlandreise zu gehen beabsichtigte, hatte Botschafter Szögyény bereits für den Nachmittag desselben Tages eine Audienz arrangiert. Hoyos machte sich umgehend auf den Weg zum Botschafter, um die Audienz vorzubereiten.
Im Memorandum befand sich ferner ein handschriftliches Postskriptum Berchtolds, dass es nun „um so gebieterischer“ von Österreich-Ungarn erfordert sei, „mit entschlossener Hand die Fäden zu zerreißen, die ihre Gegner zu einem Netz über ihrem Haupt verdichten wollen.“ Der Brief Franz-Josephs ging sogar so weit, in Serbien einen „Herd von verbrecherischer Agitation“ zu sehen. In dem auf 2. Juli datierten Brief des Kaisers an Kaiser Wilhelm hieß es: „Das Bestreben meiner Regierung muß in Hinkunft auf die Isolierung und Verkleinerung Serbiens gerichtet sein.“ Serbien, der „Angelpunkt der panslawistischen Politik“, sollte „als politischer Machtfaktor am Balkan ausgeschaltet“ werden.
Nachdem Hoyos den Botschafter Szögyény umfassend informiert hatte, zogen beide den Unterstaatssekretär im Deutschen Auswärtigen Amt, Arthur Zimmermann, hinzu. Zimmermann hatte zu diesem Zeitpunkt die Leitung des Amts inne, da Staatssekretär Gottlieb von Jagow wie die meisten anderen Spitzen des Deutschen Reiches im Urlaub weilte.
Hoyos informierte auch Zimmermann, allerdings verschwieg er ihm den Widerstand des ungarischen Ministerpräsidenten Tisza. Stattdessen schilderte Hoyos, dass Österreich-Ungarn den Wunsch habe, Serbien umgehend anzugreifen und ohne jegliche Verhandlungen einen überraschenden Vergeltungsschlag zu führen.
Zimmermann stimmte den vorgetragenen Ideen zu; er sah einen schnellen Schlag Österreich-Ungarns als zwingend notwendig an. So könne ein fait accompli geschaffen werden, das einerseits die Position der Donaumonarchie auf dem Balkan festigen, andererseits eine Reaktion der Entente-Mächte Russland und Frankreich ausschließe. Falls es dennoch zu einem Eingreifen käme, so Zimmermann, sei es aufgrund der militärischen Stärke des Deutschen Reichs keinerlei Problem, beide Mächte in Schach zu halten. Mit einem Eingreifen Großbritanniens sei jedoch keinesfalls zu rechnen. Im Anschluss an die Besprechung informierte Zimmermann den Deutschen Reichskanzler Theobald von Bethmann Hollweg.

Nach dem Ende des Gespräches verabschiedete sich Hoyos mit den folgenden Worten von Zimmermann: 

„Sie konnten doch nicht glauben, dass Österreich-Ungarn die Ermordung des Thronfolgers in Sarajevo ruhig hinnehme und nicht darauf reagieren werde.“

### Audienz bei Kaiser Wilhelm

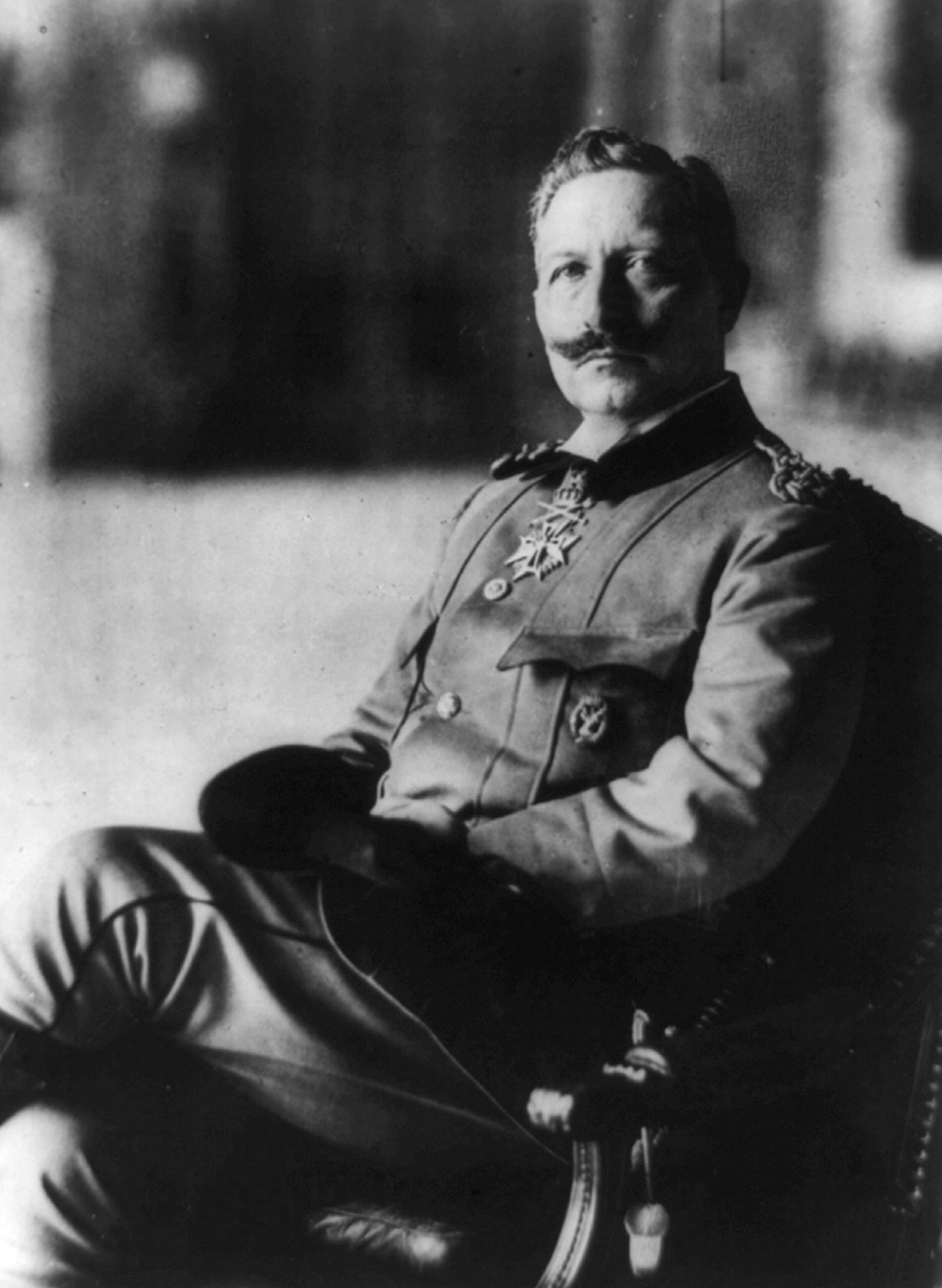
Kaiser Wilhelm II. 1915

Die Audienz Szögyénys und Hoyos’ begann gegen 13 Uhr, erstaunlich war, dass der Hohenzoller die beiden alleine empfing. Es gab keinerlei Berater und keinerlei Vorbereitungen auf die Audienz, obwohl das bei einer solchen außenpolitischen Lage üblich war und angebracht gewesen wäre. Weder Bethmann-Hollweg noch Zimmermann unternahmen Schritte, der Audienz beizuwohnen.
So ist davon auszugehen, dass Wilhelm anfangs das Anliegen Kaiser Franz-Josephs nicht als ernste Gefährdung Österreich-Ungarns wahrnahm. Nach dem Studium der durch Hoyos und Szögyény vorgelegten Quellen lehnte er eine deutsche Unterstützung für einen Krieg ab: Wilhelm versicherte zwar, „daß er eine ernste Aktion unsererseits gegenüber Serbien erwartet habe, doch müsse er gestehen, daß er eine ernste europäische Komplikation im Auge behalten müsse und vor Beratung mit dem Reichskanzler keine definitive Antwort erteilen wolle“.
Doch Szögyény versuchte weiter, eine Zusage des Kaisers zu erringen, und nach einem gemeinsamen Mittagessen in großer Gesellschaft führte man die Audienz weiter. Der Botschafter schilderte dem Kaiser noch einmal nachdrücklich, wie ernst die Situation sei, und zeichnete eine existentielle Bedrohung der Monarchie und die damit verbundenen Gefahren.
Hierbei muss nun ein Umdenken Wilhelms stattgefunden haben. Offensichtlich war Szögyénys Schilderung einer existentiellen Bedrohung überzeugend genug, dass Wilhelm seine persönliche Beziehung zu Kaiser Franz-Joseph sowie seine Vorstellungen von Ehre und Ritterlichkeit zur Grundlage seiner weiteren Vorgehensweise werden ließ.
Szögyény wie auch Hoyos hatten hier wohl die richtigen Hebel in Bewegung gesetzt, um Wilhelm zu einem zumindest anteiligen Einlenken zu bringen. Denn mit seiner nun folgenden Zusage zur Bündnistreue bezog sich Wilhelm keineswegs auf die aktuelle Situation, sondern wiederholte seine Erklärung aus den Tagen der bosnischen Annexionskrise. Überhaupt waren Personen, Worte und Ziele frappierend ähnlich wie in der Annexionskrise 1908.

1908 war Szögyény in Begleitung von Hoyos nach Rominten gereist, einem Jagdschloss Kaiser Wilhelms, um dort die Unterstützung des Deutschen Reichs in der Krise einzuholen. Hoyos schrieb darüber in seinem Bericht nach Wien: 

„Am Schluß der Unterredung erwähnte ich noch die bedrohliche Lage der Dinge in Serbien. Worauf seine Majestät erwiderte, die Serben sollten lieber Stille halten, um nicht Gefahr zu laufen, von Österreich-Ungarn und Bulgarien über den Haufen geworfen zu werden. […] Aus den im gnädigen Tone vorgetragenen Ausführungen Seiner Majestät war Deutlichkeit zu entnehmen, […] wie fest Höchstderselbe entschlossen ist, dieselbe [Politik Österreich-Ungarns] in unwandelbarer Bündnistreue zu unterstützen.“

Der „Blankoscheck“, das Telegramm des österreichisch-ungarischen Botschafters an Außenminister Berchtold über das Ergebnis der Hoyos-Mission.

Hinzu kommt, dass jenes eher profane Ergebnis der Audienz von Szögyény und Hoyos mit weit größerer Tragweite nach Wien berichtet wurde. Der Botschafter behauptete, dass Wilhelm empfehle, mit einem Vorgehen gegen Serbien nicht länger zu warten, da nun die richtige Gelegenheit gekommen sei. Natürlich würde „Rußlands Haltung […] jedenfalls feindselig sein, doch sei er [Wilhelm] schon seit Jahren vorbereitet, und sollte es sogar zu einem Krieg zwischen Österreich-Ungarn und Rußland kommen, so könnten wir davon überzeugt sein, daß Deutschland in gewohnter Bündnistreue an unserer Seite stehen werde“.
Dass Szögyény mit seinem Bericht mindestens übertrieben hatte, zeigt das Gespräch Wilhelms mit Kriegsminister Erich von Falkenhayn direkt nach dem Ende der Audienz. Wilhelm äußerte seine Meinung, „dass es der österreichischen Regierung mit ihrer immerhin gegen früher entschiedeneren Sprache ernst ist“. Dennoch seien vor einem eventuellen Krieg noch zu viele Dinge zu klären, so dass „in keinem Fall die nächsten Wochen eine Entscheidung bringen“.
Als Falkenhayn ihn fragte, ob es notwendig sei, das deutsche Heer zu mobilisieren oder zumindest bereitzuhalten, antwortete Wilhelm mit einem einfachen „Nein“.
Am Abend führte Wilhelm ein Gespräch mit Reichskanzler Bethmann-Hollweg und Zimmermann über die Audienz. Wilhelm betonte dabei ausdrücklich, dass es Aufgabe der deutschen Außenpolitik sei, „mit allen Mitteln dagegen [zu] arbeiten […], daß sich der österreichisch-serbische Streit zu einem internationalen Konflikt auswachse.“ Dennoch erfordere Deutschlands Lebensinteresse die unversehrte Erhaltung Österreichs. Aber schon am 8. Juli ließ der wankelmütige Wilhelm den deutschen Botschafter in Wien Heinrich von Tschirschky zu einer Aktion gegen Serbien drängen: Er solle „mit allem Nachdruck erklären, daß man in Berlin eine Aktion gegen Serbien erwarte und daß es in Deutschland nicht verstanden würde, wenn wir die gegebene Gelegenheit vorübergehen ließen, ohne einen Schlag zu führen“. Berlin war kein „unschuldiges Opfer“ einer „Wiener Intrige“, sondern drängte den Bündnispartner aktiv, ermutigend, sogar etwas ungeduldig zum Handeln.

## Reaktionen in Wien

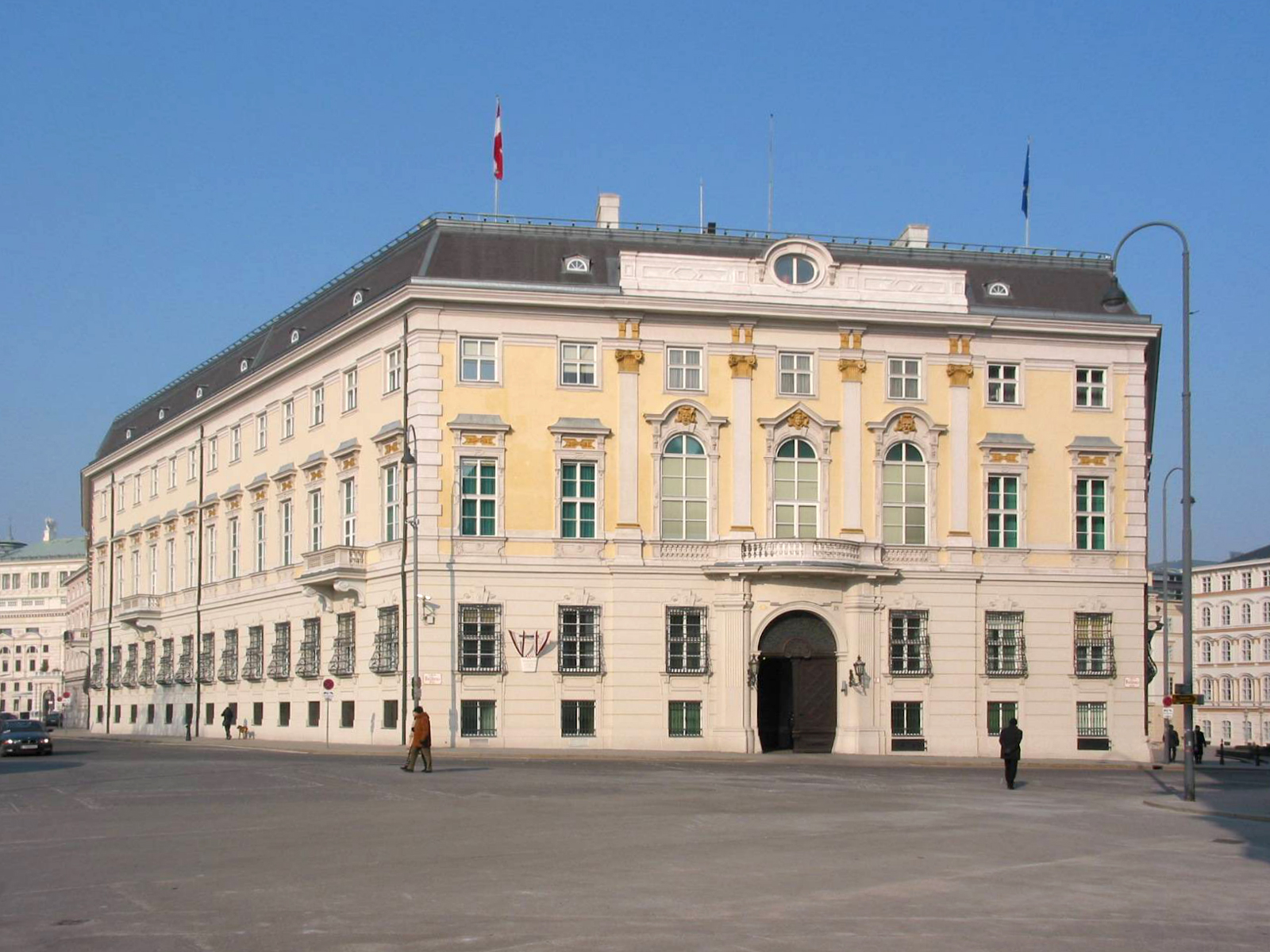
Das Bundeskanzleramt in Wien, bis 1918 Sitz des k.u.k. Außenministeriums

Hoyos kehrte bereits am 6. Juli nach Wien zurück und berichtete am darauf folgenden Tag Berchtold, Stürgkh und Tisza von den Ergebnissen seiner Mission.
Im Gespräch mit Unterstaatssekretär Zimmermann und Bethmann Hollweg hatte Hoyos als Nachkriegsziel die „völlige Aufteilung“ Serbiens genannt (eine bizarre Improvisation). Tisza war außer sich, als er davon erfuhr, dass Hoyos während der Audienz ohne jegliche Weisung Äußerungen zur Aufteilung Serbiens nach einem erfolgreichen Krieg als offizielle Meinung der Donaumonarchie ausgegeben hatte. Wortwörtlich hatte Hoyos gesagt, dass Serbien „verschwinden“ müsse. Nach dem Protest Tiszas wurden diese Äußerungen von Berchtold als persönliche Meinung des Grafen dargestellt. In „seinem Eifer, freie Bahn für einen Eroberungskrieg zu schaffen“, gefährdete Hoyos dadurch noch den Erfolg seiner Mission.
Tisza war mit der allgemeinen Kriegsbereitschaft noch immer nicht einverstanden. Zwar sah auch er „die Möglichkeit einer Aktion gegen Serbien für näher gerückt“, aber er wollte „einem überraschenden Angriff auf Serbien ohne vorhergehende diplomatische Aktion, wie dies beabsichtigt zu sein schiene und bedauerlicherweise auch in Berlin [...] besprochen wurde, niemals zustimmen“.
Nach langer Debatte beschloss der Ministerrat, mit der vermeintlichen Unterstützung des Deutschen Reiches im Rücken, eine „tunlichst rasche Entscheidung des Streitfalles mit Serbien“ herbeizuführen. Tiszas Bedenken kam man dabei entgegen. Ein Ultimatum sollte konkrete Forderungen an Serbien stellen, die dann nach einer Zurückweisung zu einer Mobilisierung der k.u.k. Truppen führen würden. Außer Tisza waren sich alle Anwesenden darüber einig, „daß ein rein diplomatischer Erfolg, auch wenn er in einer eklatanten Demütigung Serbiens enden würde, wertlos wäre und daß daher solche weitgehenden Forderungen an Serbien gestellt werden müßten, die eine Ablehnung voraussehen ließen, damit eine radikale Lösung im Wege militärischen Eingreifens angebahnt würde“.
Ein Krieg Österreich-Ungarns gegen Serbien war damit de facto schon Anfang Juli beschlossene Sache, obwohl es bis zur Auslösung des Krieges noch Wochen dauerte.

Die Tragweite von Hoyos’ Handeln zeigt sich in seinen eigenen Worten, von denen einer seiner Mitarbeiter am Ballhausplatz, Konsul Emanuel Urbas berichtete: 

„Als eine tief moralische Natur hat er unter der geschichtlichen Verantwortung, die auf ihm lastete, nach dem Zusammenbruch Österreich-Ungarns, wie ich weiß, so fürchterlich gelitten, daß er im Winter 1918/19, den er zurückgezogen in Friedrichsruh verbrachte, monatelang mit dem Gedanken des Freitodes rang.“

## Rezeption in der Geschichtswissenschaft
Schlug die Fischer-Kontroverse in den 1960ern große Wellen und veränderte die Wahrnehmung der Kriegsschuldfrage in der Bundesrepublik nachhaltig, bezog sich diese Rezeption des Ersten Weltkriegs gleichzeitig fast ausschließlich auf das Deutsche Kaiserreich. Nach Fischer gelte eine stark überwiegende „Kriegsschuld“ des Deutschen Reichs als gegeben, während die anderen Großmächte der damaligen Zeit mit weitaus geringerem Anteil für „schuldig“ gehalten werden.
Die Frage nach Art und Umfang der deutschen Kriegsschuld bleibt indes bis heute weiter offen und ist äußerst umstritten, wie die nach wie vor zahlreich erscheinende Fachliteratur zur sog. Julikrise  und der Erfolg des aktuellen Buches von Christopher Clark  belegt.
In Österreich hingegen führte damals die Diskussion um Fischers Thesen nicht zu einem Umdenken in der Beurteilung der Bedeutung Österreich-Ungarns für den Kriegsausbruch 1914. Lediglich Fritz Fellner und Rudolf Neck berücksichtigten die neue Sichtweise, wurden aber größtenteils von der Öffentlichkeit ignoriert. Diese Ignoranz gegenüber einer eigentlich angebrachten Neubewertung der Rolle des Ballhausplatzes in der Julikrise erklärt Fellner mit der Situation Österreichs nach 1945. Das „Erwachen aus dem großdeutschen Traum“ habe zu der Notwendigkeit geführt, die Habsburgermonarchie positiv umzudeuten und zu einem neuen Gründungsmythos der Zweiten Republik zu machen, die „konservative Gegenwart Österreichs wurde mit Hilfe eines altösterreichischen Geschichtsbildes [...] an eine vorgeblich konservative, auf Erhaltung des Friedens und des status quo gerichtete Vergangenheit im Habsburgerreich gebunden“.
Die Anzahl der Werke, die sich dezidiert mit der Mission Hoyos’ auseinandersetzten, blieb sowohl in Deutschland als auch Österreich entsprechend gering. Die erste Monografie zum Thema ist Die Mission Hoyos. Wie österreichisch-ungarische Diplomaten den ersten Weltkrieg begannen, die 2011 als Buch erschienene ursprüngliche Diplomarbeit von Eric A. Leuer. Dieser stellt die These auf, dass die Protagonisten im österreichisch-ungarischen diplomatischen Corps mit Wissen und Zustimmung Berchtolds und Kaiser Franz-Josefs den Krieg bewusst forcierten hätten. Dabei sei das Ziel die Rückerlangung der Hegemonie über den Balkan durch eine militärische Niederschlagung Serbiens gewesen. Wien sei dabei von der falschen Prämisse ausgegangen, dass Deutschland militärisch außerordentlich stark sei. In den Augen Wiens habe man es sogar für unbesiegbar gehalten und somit einen Krieg gemeinsam mit dem Bündnispartner im Zweibund auch bei einer Beteiligung der Entente als sicher zu gewinnen betrachtet. Der Historiker Salvador Oberhaus weist in seiner Rezension im Online-Journal sehepunkte Leuers Thesen und Methodik zurück und wirft ihm unter anderem selektive Betrachtungen vor, wie die Beschränkung auf das  Attentat von Sarajevo statt Analyse seiner Ursachen oder das Ignorieren der „Eskalationspolitik Berlins in der Julikrise“. Die „starre Dichotomie von Schuld und Unschuld“ erinnere „an die geschichtsrevisionistischen Debatten der 1960er und 1980er Jahre“.